# Eleutherodactylidae
Eleutherodactylidae је фамилија жаба која обухвата 4 рода са директним развићем. То су минијатрурне жабе величине од 10,5 мм до 88 мм. Врста Eleutherodactylus iberia је једна од најмањих жаба на свету. Појава минијатурности доводи и до одређених ограничења у морфолошком развоју као и у образовању малог броја јаја (некада и само једно јаје). Поред тога оне производе звуке веома високе фреквенције (преко 5 kHz). Једна необична врста Eleutherodactylus jasperi је ововивипарна, ембриони се развијају у јајима која су задржана у јајоводу те се рађају живи младунци. Ова врста је ендемит јужног Порторика, али се сматра изумрлом јер није виђена још од 1981. година.
Распрострањене су у Индији, на полуострву Флориди, јужном Тексасу, а неки родови и на североистоку Јужне Америке и у пределу Амазона. 

## Класификација
Ова фамилија обухвата следеће родове:
- Adelophryne, који садржи 5 врста
- Diasporus, са 8 врста
- Eleutherodactylus, са 186 врста
- Phyzelaphryne, има само 1 врсту